# Key Witness (1960)
Key Witness is een Amerikaanse misdaadfilm uit 1960 onder regie van Phil Karlson. Destijds werd de film in Nederland uitgebracht onder de titel Ik zag hem vermoorden.

## Verhaal
Fred Morrow is ooggetuige van een moord door een misdaadbende uit Los Angeles. Hij kan de politie een uitvoerige beschrijving van de daders geven. Wanneer ze zijn identiteit achterhalen, beginnen de bendeleden het gezin van Fred te terroriseren om te verhinderen dat hij tegen hen zal getuigen in de rechtbank.

## Rolverdeling
| Acteur         | Personage       |
| -------------- | --------------- |
| Jeffrey Hunter | Fred Morrow     |
| Pat Crowley    | Ann Morrow      |
| Dennis Hopper  | William Tomkins |
| Joby Baker     | Muggles         |
| Susan Harrison | Ruby            |
| Johnny Nash    | Apple           |
| Corey Allen    | Magiër          |
| Frank Silvera  | Rafael Torno    |
| Bruce Gordon   | Arthur Robbins  |
| Terry Burnham  | Gloria Morrow   |
| Dennis Holmes  | Phil Morrow     |